# Carolina Motter Catarino
Carolina Motter Catarino (Curitiba, 1990), é uma cientista brasileira. Ganhou destaque por suas pesquisas com bioimpressão 3D de pele humana para teste de cosméticos, tendo recebido o prêmio Lush em 2017 por sua pesquisa, e sendo considerado uma das 40 Rising Stars da comunidade latina de Nova Iorque em 2018.

## Carreira acadêmica
Durante a infância, Carolina tinha vontade de estudar moda, mas também sempre teve interesse pelas ciências. Ao completar o Ensino Médio, no entanto, optou por estudar Engenharia de Bioprocessos e Biotecnologia na Universidade Federal do Paraná, e ainda na graduação fez um intercâmbio para a Universidade de Compiègne, no sul da França, em 2011. Fez estágio na L'Oréal em 2012, e trabalhou com pele humana reconstruída como alternativa aos testes com animais, quando percebeu que poderia ser cientista e continuar conectada ao mundo da moda através da indústria da beleza. Depois de formada, fez mestrado em Farmácia na Universidade de São Paulo, quando desenvolveu um modelo de epiderme reconstituída in vitro feito na Faculdade de Ciências Farmacêuticas, com orientação da professora Silvya Stuchi, no Laboratório de Biologia da Pele.
Em 2015, iniciou seu doutorado em Chemical & Biological Engineering no Instituto Politécnico Rensselaer (EUA) com bolsa do programa Ciência sem Fronteiras, do CNPq, e pretende concluir essa etapa da sua formação em 2020. No laboratório do prof. Pankaj Karande, realiza pesquisas em pele humana reconstituída em bioimpressoras 3D: utilizando-se amostras de células de pele humana, cria-se biotintas, com as quais imprime-se o tecido para ser utilizado em testes de de segurança e eficácia de substâncias usadas em produtos como maquiagens. Como a pele reconstruída in vitro tem fisiologia mais parecida com a humana, se comparado com outros animais usados para testes, essa tecnologia pode aumentar a segurança dos futuros usuários destes produtos, além de diminuir a exploração animal.

## Prêmios e publicações
Em 2017, Carolina recebeu o Lush Prize, concedido por uma empresa britânica de cosméticos, que promove cientistas que buscam formas de acabar com a necessidade de uso de animais em pesquisas envolvendo testes de produtos químicos. Carolina foi laureada na categoria Jovem Investigadora, das Américas, ganhou um troféu em formato de lebre e 10 000 libras para suas pesquisas e sua formação.
No ano seguinte, foi nomeada uma das 40 estrelas em ascensão com menos de 40 anos pela Hispanic Coalition NY, Inc.
Recebeu também o Young Scientists Travel Award Short Presentations para participar do 9º World Congress on Alternatives and Animal Use in the Life Science, que ocorreu em Praga, República Tcheca, em 2014.
Co-autorou um capítulo sobre a bioimpressão de tecidos humanos em livro da CRC Press.